# 黄翼刺尾鱼
黄翼刺尾鱼（学名：Acanthurus xanthopterus）为輻鰭魚綱刺尾鱼科刺尾鱼属的鱼类，又稱黃鰭刺尾鯛、黃鰭刺尾魚，俗名粗皮仔。於1835年由法國動物學家Achille Valenciennes首次正式描述，该物种的模式产地在塞舌尔。

## 分布
分佈於印度洋－太平洋區，範圍從東非起，至夏威夷群島、法屬波利尼西亞，在東太平洋的加利福尼亞灣、巴拿馬、加拉帕戈斯群島也可找到，北起日本南部，南至大堡礁及新喀里多尼亞。

## 深度
水深1至100公尺。

## 特徵
本魚體呈橢圓形而側扁。口小，端位，上下頜各具一列扁平齒，齒固定不可動，齒緣具缺刻。具16-24個前鰓耙和17-22個後鰓耙，體為深橄欖綠或褐色，眼部有一黃色帶，胸鰭黃色，尾鰭基部白色，尾鰭紫色，末端略延長，背鰭與臀鰭皆有黃色細縱紋，背鰭硬棘8-9枚;背鰭軟條25-27枚;臀鰭硬棘3枚;臀鰭軟條: 23-25枚，體長可達70公分，壽命可達29年。

## 生態
本魚成魚生活在深水區，幼魚則在淺水域活動，遭受威脅時會用硬棘攻擊敵人，屬雜食性。

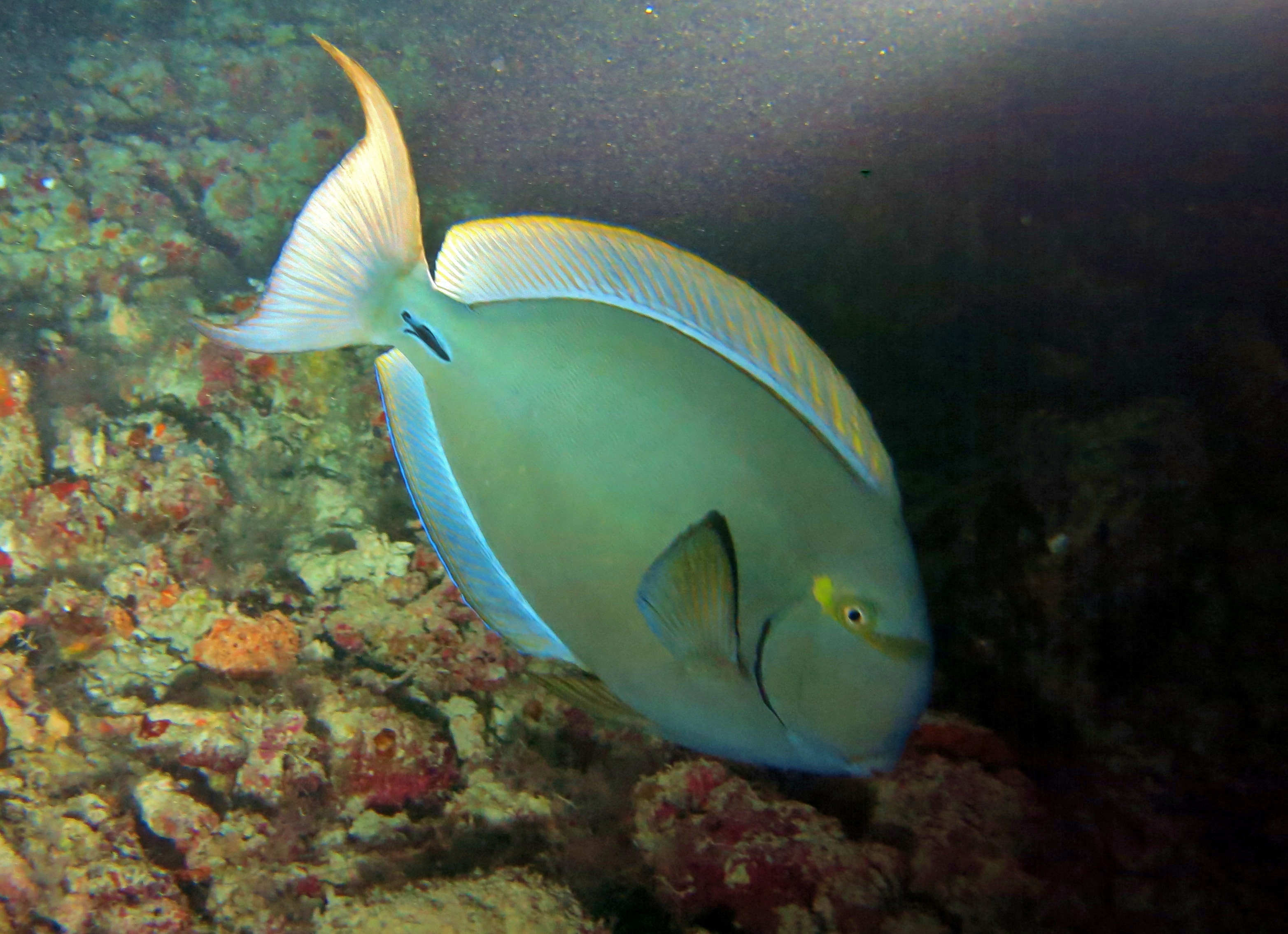
在馬爾地夫拍攝的黄翼刺尾鱼

## 經濟利用
可作為食用魚或觀賞魚。

## 外部連結
- 台灣魚類資料庫（页面存档备份，存于）

## 扩展阅读
維基物種上的相關：黄翼刺尾鱼